# Eugenio Mayer
Eugenio Maier (Zoldo Alto, 29 dicembre 1939 – Belluno, 19 settembre 2015) è stato un fondista italiano.

## Biografia
Nato nel 1939 a Zoldo Alto, in provincia di Belluno, a 24 anni partecipò ai Giochi olimpici di Innsbruck 1964, chiudendo 18º con il tempo di 2h53'21"3 nella 50 km.
Ai campionati italiani vinse un bronzo nella 15 km nel 1960.
Morì nel 2015, a 75 anni.